# Polskie Wydawnictwo Muzyczne
Der Polnische Musikverlag (Polskie Wydawnictwo Muzyczne, PWM Edition) ist ein Musikverlag mit Sitz in Krakau. Der staatliche Verlag wurde 1945 gegründet und war mehrere Jahre lang der einzige Musikverlag in Polen, erster Direktor war Tadeusz Ochlewski. Der Verlag ist spezialisiert auf die Musik polnischer Komponisten des 17. bis 21. Jahrhunderts (einschließlich neuer Werke junger zeitgenössischer Komponisten). Er war der erste Herausgeber zahlreicher Werke von Lutosławski, Górecki, Kilar, Penderecki, Bacewicz und veröffentlichte vollständige Sammlungen der Werke von Szymanowski, Chopin, Wieniawski und Paderewski. Außerdem veröffentlicht er Musikkataloge, Wörterbücher, Nachschlagewerke und andere Fachliteratur. Von 1979 bis 2012 veröffentlichte er die zwölfbändige Encyklopedia muzyczna PWM (PWM-Musikenzyklopädie).
Die Bibliothek der Orchestermaterialien befindet sich in der Warschauer Niederlassung des Verlages.